# Duško Bunić
Duško Bunić (in serbo Душко Бунић?; Novi Sad, 4 dicembre 1989) è un ex cestista serbo.

## Carriera
Con la Serbia ha disputato i Giochi del Mediterraneo di Pescara 2009.

## Palmarès
- Campionato montenegrino: 1

Budućnost: 2012-13
- Campionato bosniaco: 2

Igokea: 2013-14, 2014-15
- Campionato macedone: 1

MZT Skopje: 2015-16
- Coppa di Bosnia ed Erzegovina: 1

Igokea: 2015
- Coppa di Macedonia: 1

MZT Skopje: 2016